# Miguel Zenón
Miguel Zenón (* 30. prosince 1976 San Juan, Portoriko) je portorický jazzový saxofonista. Studoval na Berklee College of Music v Bostonu. Své první album jako leader nazvané Looking Forward vydal v roce 2001; následovalo několik dalších převážně pro vydavatelství Marsalis Music. Od roku 2004 je členem souboru SFJAZZ Collective. V roce 2008 získal ocenění MacArthur Fellowship. Během své kariéry spolupracoval s řadou hudebníků, mezi které patří Ben Gerstein, Charlie Haden, David Sánchez nebo Ray Barretto.